# Сенегал на зимних Олимпийских играх 1994
Сенегал принимал участие в Зимних Олимпийских играх 1994 года в Лиллехаммере (Норвегия) в третий раз за свою историю, но не завоевал ни одной медали. Страну представлял один горнолыжник.

## Горнолыжный спорт
Спортсменов — 1
Мужчины
| Спортсмен | Вид              | Результат      | Место |
| --------- | ---------------- | -------------- | ----- |
| Ламин Гей | Скоростной спуск | не финишировал | -     |